# 八條宮長仁親王
八條宮長仁親王（はちじょうのみや おさひとしんのう、明歷元年五月十四（1655年6月18日） - 延寶3年六月廿五（1675年8月16日）），為日本江戶時代中期的皇族，八條宮（桂宮）第4代，後西天皇第一皇子。生母是女御明子女王（高松宮好仁親王之王女）。幼稱一宮、若宮、倉宮、又稱阿茶麿（あちゃまろ）。
寬文5年（1665年）10月穩仁親王無繼嗣而薨，他在寛文6年（1666年）繼承八條宮。寛文9年（1669年）接受親王宣下，命名為長仁。同年11月元服，任中務卿。延寶3年（1675年）六月二十五日去世，年21歲，法號靈照院。
| 前任： 穩仁親王                          | 八條宮家第4代當主 1666年—1675年8月16日 | 繼任： 尚仁親王                          |
| 政府职务                                 |                                        |                                          |
| 空缺上一位持有相同頭銜者：八條宮智忠親王 | 日本中務省中務卿 1669年－1675年        | 空缺下一位持有相同頭銜者：伏見宮邦永親王 |